# Le Guerillero et celui qui n'y croyait pas
 (septembre 2014).
Si vous disposez d'ouvrages ou d'articles de référence ou si vous connaissez des sites web de qualité traitant du thème abordé ici, merci de compléter l'article en donnant les références utiles à sa vérifiabilité et en les liant à la section « Notes et références ».
Le Guerillero et celui qui n'y croyait pas est un film français d'Antoine d'Ormesson réalisé en 1967 et distribué en France en 1969.

## Fiche technique
- Réalisation : Antoine d'Ormesson
- Scénario : Antoine d'Ormesson, Michel del Castillo et Lucile Terrin
- Musique : Antoine d'Ormesson
- Producteur : Antoine d'Ormesson
- Directeur de la photographie : François Charlet
- Montage : Antoine d'Ormesson et Françoise Diot
- Format : Couleur (Eastmancolor)  - Son mono
- Sociétés de production : King Film Productions et Sumer Films
- Pays : France
- Langue : Français
- Durée : 84 minutes
- Date de sortie : 10 octobre 1969 en France

## Interprétation
- Michel del Castillo : "El Chute", un jeune Français qui s'est joint à un groupe de guérilleros sud-américains
- Krista Nell : Juanita, la femme d'un guérillero
- Marc Cassot : le capitaine Paul, un ancien idéaliste devenu un mercenaire cynique
- César Torrès : le commandant Perez
- François Pétriat : Manuel, l'ami d'El Chute
- Pippo Merisi : Juan
- Denis Carlos